# Frankfurter Biographie
Die Frankfurter Biographie. Personengeschichtliches Lexikon (FB) ist ein biographisches Nachschlagewerk für mit der Stadt Frankfurt am Main verbundene Personen. Die Lokalbiographie wurde von dem Frankfurter Stadtarchivar Wolfgang Klötzer im Auftrag der Frankfurter Historischen Kommission herausgegeben. Sie erschien in zwei Bänden 1994 und 1996 im Verlag Waldemar Kramer.
Die Artikel wurden hauptsächlich von Wolfgang Klötzer, Reinhard Frost und Sabine Hock bearbeitet. Der zweite Band enthält ein „Verzeichnis der Verfasser“ sowie ein Verzeichnis der Quellen und wichtigsten Nachschlagewerke. Die Bände enthalten insgesamt 2275 Biographien zu 2506 bereits verstorbenen Personen, deren Leben mit Frankfurt verbunden war. Zirka 70 Prozent der dargestellten Personen sind nach 1800 geboren (siehe Band 2, Seite 595).
Seit 2014 wird das Projekt im Auftrag der Frankfurter Bürgerstiftung unter dem Namen Frankfurter Personenlexikon (FP) als Onlinelexikon weitergeführt. Chefredakteurin ist Sabine Hock. Monatlich wird eine Artikellieferung des Frankfurter Personenlexikons online veröffentlicht, immer am 10. eines Kalendermonats. Etwa die Hälfte der bisher im Frankfurter Personenlexikon veröffentlichten Biographien behandelt Personen, die früher nicht in der Frankfurter Biographie vertreten waren, weil sie entweder seit deren Herausgabe 1994 oder 1996 verstorben sind oder seitdem erst in den Blickpunkt der Forschung gerieten. Seit 2018 werden nach und nach auch die noch nicht redigierten Artikel der Frankfurter Biographie online gestellt, einschließlich der im Original unveröffentlichten Quellen- und Literaturnachweise der ursprünglichen Autoren. 

## Bandübersicht
- Wolfgang Klötzer (Hrsg.): Frankfurter Biographie. Personengeschichtliches Lexikon. Erster Band. A–L (= Veröffentlichungen der Frankfurter Historischen Kommission. Band XIX, Nr. 1). Waldemar Kramer, Frankfurt am Main 1994, ISBN 3-7829-0444-3.
- Wolfgang Klötzer (Hrsg.): Frankfurter Biographie. Personengeschichtliches Lexikon (= Veröffentlichungen der Frankfurter Historischen Kommission. Band XIX, Nr. 2). Zweiter Band: M–Z. Waldemar Kramer, Frankfurt am Main 1996, ISBN 3-7829-0459-1.